# Consell Regional de Poitou-Charentes
El Consell regional de Poitou-Charentes (occità Conselh regional de Peiteu-Charantas) és una assemblea elegida que dirigeix la regió de Poitou-Charentes. Des de 2004 és presidit per Ségolène Royal i la seu és a Poitiers. Està format per 55 membres elegits cada sis anys.

## Resultats de les eleccions de 2010

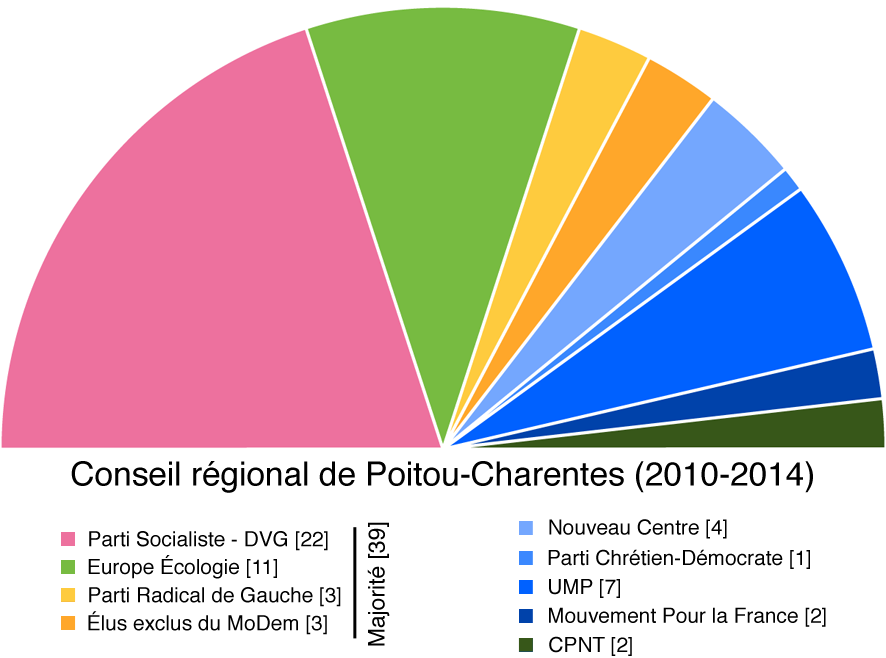
Composició del Consell Regional de Poitou-Charentes després de les eleccions de 2010

| Cap de llista | Cap de llista                    | Llista                   | Primera volta | Primera volta | Segona volta | Segona volta | Escons | Escons |
| Cap de llista | Cap de llista                    | Llista                   | #             | %             | #            | %            | #      | %      |
| ------------- | -------------------------------- | ------------------------ | ------------- | ------------- | ------------ | ------------ | ------ | ------ |
|               | Ségolène Royal*                  | PS - PRG - MRC -         | 240 885       | 38,98         | 392 292      | 60,61        | 39     | 70,91  |
|               | Françoise Coutant                | EÉ                       | 73 644        | 11,92         | 392 292      | 60,61        | 39     | 70,91  |
|               | Dominique Bussereau              | Majoria presidencial     | 182 011       | 29,45         | 254 910      | 39,39        | 16     | 29,09  |
|               | Jean-Marc de Lacoste-Lareymondie | FN                       | 47 728        | 7,72          |              |              |        |        |
|               | Gisèle Jean                      | FG - PCOF - M'PEP        | 28 801        | 4,66          |              |              |        |        |
|               | Pascal Monier                    | MoDem - AEI              | 26 980        | 4,37          |              |              |        |        |
|               | Myriam Rossignol                 | NPA - Alternatifs - FASE | 11 431        | 1,85          |              |              |        |        |
|               | Ludovic Gaillard                 | LO                       | 6 450         | 1,04          |              |              |        |        |
|               |                                  |                          |               |               |              |              |        |        |
| Inscrits      | Inscrits                         | Inscrits                 | 1 284 492     | 100,00        | 1 284 411    | 100,00       |        |        |
| Abstenció     | Abstenció                        | Abstenció                | 641 143       | 49,91         | 597 412      | 46,51        |        |        |
| Votants       | Votants                          | Votants                  | 643 349       | 50,09         | 686 999      | 53,49        |        |        |
| Blancs i nuls | Blancs i nuls                    | Blancs i nuls            | 25 419        | 3,95          | 39 797       | 5,79         |        |        |
| Vàlids        | Vàlids                           | Vàlids                   | 618 010       | 96,05         | 647 202      | 94,21        |        |        |

* llista del president sortint

## Presidents del Consell Regional
- Lucien Grand (1974-1976)
- Jacques Fouchier (1976-1978)
- Francis Hardy (1978-1980)
- Fernand Chaussebourg (1980-1981)
- Michel Boucher (1981-1982)
- Jacques Santrot (1982)
- Raoul Cartraud (1982-1985)
- René Monory (1985-1986)
- Louis Fruchard (1986-1988)
- Jean-Pierre Raffarin (1988-2002)
- Dominique de la Martinière (2002)
- Élisabeth Morin (2002-2004)
- Ségolène Royal (2004-)